# Mios Hormos
Mios Hormos fue un puerto del mar Rojo construido por los Ptolomeos alrededor del siglo III a. C. El Periplo por la Mar Eritrea menciona a Mios Hormos como uno de los puertos de la red comercial romana con India en el siglo I.
La ubicación precisa de Mios Hormos es discutida debido a las diferencias entre la latitud y longitud proporcionadas por Claudio Ptolomeo en su Geografía (que concuerdan con la de Abu Sha'ar) y los relatos provenientes de la literatura clásica y las imágenes satelitales que indican su identificación probable con Quesir el-Quadim, en el extremo de un camino fortificado desde Coptos, en el Nilo. El sitio de Quesir el-Quadim ha sido asociado principalmente con Myos Hormos luego de que las excavaciones efectuadas por David Peacock y Lucy Blue de la Universidad de Southampton en el-Zerqa, a medio camino, revelaran ostracones que concluyeron que el puerto al final del camino pudo haber sido Mios Hormos.
Al parecer, Mios Hormos habría sido un importante centro de comercio de la antigüedad utilizado por los mercaderes de los faraones del Antiguo Egipto y la dinastía ptolemaica antes de caer bajo el control de Roma. Algunos de los destinos principales de las mercancías que pasaban por el puerto eran el delta del Indo, Muziris y la península de Kathiawar en India. Según Estrabón, en época de Augusto zarpaban hasta 120 navíos cada año desde Mios Hormos hacia la India:

En todo caso, cuando Cornelio Galo (Gallus) era prefecto de Egipto, lo acompañé y subí por el Nilo hasta Siena y la frontera de Etiopía, y supe que ciento veinte barcos navegaban desde Mios Hormos a la India, mientras que anteriormente, bajo los ptolomeos, sólo unos pocos se aventuraban a semejante viaje y a comerciar las mercancías indias.
Estrabón, Geografía, II.5.12